# Crveni Gelao jezik
Crveni Gelao jezik (ISO 639-3: gir; ostali nazivi: red gelao, voa dê, vandu gelao, gelao rouge, gelao rojo), jedan od pet jezika poskupine ge-chi, kojim još govori oko 20 ljudi u vijetnamskom distriktu Yen Minh. Podaci koje daje UNESCO kažu da ima 420 govornika.
Službeno su priznata nacionalnost koja danas poglavito govori mandarinskim jezikom. Crveni gelao nekada se smatrao dijalektom jezika gelao [kkf]. Nerazumljiv je jeziku bijeli gelao [giw]

## Vanjske poveznice
- Ethnologue (15th)